# Kathavatthu
Kathāvatthu (Pāli) (abreviado Kv., Kvu.), traduzido como "Pontos de controvérsia", é uma escritura budista, um dos sete livros do Abhidhamma Pitaka (Theravada). O texto contrasta a posição ortodoxa da tradição Theravada com uma série de visões heterodoxas apresentada por diversos interlocutores. Os últimos não são identificados no texto original, mas foram especulativamente identificados com escolas específicas de pensamento nos comentários (historicamente subsequentes). O texto original é datado com sucesso para coincidir com o reinado do imperador Ashoka (cerca de 240 aC), mas isso também é discutível.

## Composição
O Kathavatthu documenta mais de 200 pontos de contenção. Os pontos debatidos são divididos em quatro paṇṇāsaka (lit., "grupo dos 50"). Cada paṇṇāsaka é novamente dividido, em 20 capítulos (vagga) em tudo. Além disso, mais três vagga seguem os quatro paṇṇāsaka .
Cada capítulo contém perguntas e respostas, através das quais os mais diversos pontos de vista são apresentados, refutados e rejeitados. A forma dos debates não dá identificação dos participantes e não pisa fora do debate para indicar explicitamente qual o lado certo.
Os pontos de vista considerados não heréticos pela interpretação do comentário do Katthavatthu foram adotados pela denominação Theravada. De acordo com os Comentários, aqueles cujos pontos de vista foram rejeitados incluem o Sarvastivada.

## Pontos de vista em discussão
O texto centra-se em refutar os pontos de vista de várias escolas budistas, tais como:
- As opiniões da escola Pudgalavada, que considerava que uma "pessoa" existe como um fato real e último e que transmigra de uma vida para a outra.
- Que um ser perfeito (Arhat) pode se afastar da perfeição.
- As opiniões dos Sarvastivadins, que "todos os dharmas existem" nas três vezes (passado, presente, futuro), uma forma de eternismo temporal.
- Que um Arhat pode ter uma emissão noturna.
- Que um Arhat pode estar faltando em conhecimento, ter dúvidas ou se destacar por outros.
- Que a duração de um evento de consciência pode durar um dia ou mais.
- Essa penetração e percepção das várias etapas da iluminação é alcançada gradualmente.
- Que o discurso mundano do Buda era de alguma forma supramundano.
- Que todos os poderes do Buda também são possuídos por seus principais discípulos.
- Que um leigo pode se tornar um Arhat.
- Aquele pode alcançar a iluminação no momento do renascimento.
- Que as quatro nobres verdades, os estados imateriais, o espaço e a origem dependente estão incondicionais.
- Que existe um estado intermediário (Bardo) da existência
- Que todos os dhammas duram apenas um momento (ksana).
- Tudo se deve ao Karma.
- Que não se deve dizer que a ordem monástica aceita presentes.
- Que o próprio Buda não ensinou o dharma, mas que foi ensinado por sua criação mágica.
- Aquele que alcançou jhana continua a ouvir o som.
- Que as cinco transgressões mais graves (matricídio, patricidio, etc.) envolvem retribuição imediata mesmo quando cometido sem querer.

Essa liberação final pode ser obtida sem eliminar um certo obstáculo.

## Canonicidade
A inclusão do Kathavatthu no Abhidhamma Pitaka às vezes foi pensado como algo de uma anomalia. Primeiro, o livro não é considerado como sendo o próprio Buda - sua autoria é tradicionalmente atribuída a Moggaliputta Tissa. No entanto, isso não é incomum: as contas do Vinaya dos dois primeiros concílios, obviamente, também não são as palavras reais do Buda. Em segundo lugar, o assunto do Kathavatthu difere substancialmente do dos outros textos no Abhidhamma - mas isso também é verdade para o Puggalapannatti.
Os estudiosos às vezes também apontam para a inclusão de algumas seções obviamente mais recentes (relativamente novas) do Kathavatthu no Tipitaka como uma indicação de que o Cânone Pāli era mais "aberto" do que algumas vezes foi pensado e como ilustrativo do processo de codificação de novos textos como canônicos. Na verdade, isso também não é incomum, sendo um pouco de material relativamente atrasado no Cânone.

## Interpretação
Os debates são entendidos pela tradição, seguida por muitos estudiosos, como disputas entre diferentes escolas de budismo. No entanto, LS Cousins, descrito pelo professor Gombrich como o principal pesquisador do Abhidhamma do Ocidente, diz:
"Nas tradições espirituais em todo o mundo, os instrutores freqüentemente empregaram contradições aparentes como parte de seu método de ensino - talvez para induzir maior consciência no aluno ou para trazer uma visão mais profunda e ampla do assunto em mãos. O Cânone Pali contém muitos explícitos exemplos de tais métodos. (Na verdade, muito do Kathāvatthu faz melhor sentido nestes termos do que como controvérsia sectária.)"